# Cacahoatán
Cacahoatán es una localidad del estado mexicano de Chiapas, cabecera del municipio homónimo.

## Toponimia
El nombre Cacahoatán proviene del náhuatl y se traduce como "lugar del cacao". Cecilio Robelo, en su obra «Toponimia Maya-Hispano-Nahoa» asocia la traducción "cacao" al topónimo Cacahuatl.

## Historia
La villa de Cacahoatán fue fundada por los toltecas, su significado es “Lugar del cacao” . Su asiento anterior o primitivo estaba al otro lado del río Cahuacán. Dentro de la cabecera se encuentran ruinas prehispánicas; hay también ruinas admirables en Mixcum: pirámides y cimientos de origen tolteca en todo el Municipio. Conserva la costumbre de celebrar el tianguis cada ocho días. Al independizarse Chiapas, era una pequeña aldea que posteriormente creció. A finales del siglo XIX, Manchinelli, de origen italiano, trajo las primeras plantas de café. El 16 de septiembre de 1908, se inauguraron dos fuentes en la plaza pública. Por decreto del 1o de marzo de 1933, del gobernador Victórico R. Grajales, se elevó a Municipio de segunda categoría.

## Geografía
La localidad está ubicada en la posición 14°59′54″N 92°9′39″O / 14.99833, -92.16083, a una altitud de 488 m s. n. m.
Según la clasificación climática de Köppen, el clima corresponde al tipo Aw-tropical seco.

## Demografía
Cuenta con 19 108 habitantes lo que representa un incremento promedio de 1.5% anual en el período 2010-2020 sobre la base de los 16 572 habitantes registrados en el censo anterior. Ocupa una superficie de 4.530 km², lo que determina al año 2020 una densidad de 4218 hab/km².
| Gráfica de evolución demográfica de Cacahoatán entre 2000 y 2020  |
|                                                                   |
| Fuente: Instituto Nacional de Estadística Geografía e Informática |

En el año 2010 estaba clasificada como una localidad de grado medio de vulnerabilidad social.
La población de Cacahoatán está mayoritariamente alfabetizada (5.45% de personas analfabetas al año 2020) con un grado de escolarización en torno de los 9 años. Solo el 2.23% de la población es indígena.

## Medios de comunicación
Para atender la demanda del servicio de comunicación, este municipio dispone de una red telefónica con servicio estatal, nacional e internacional; anteriormente contaba con una oficina postal y una oficina de telégrafos.
El 16 de septiembre de 1987 sale al aire XECAH, La Voz del Soconusco, una emisora del Instituto Mexicano de la Radio IMER, ubicada en el kilómetro 1.5 de la carretera Cacahoatán - Unión Juárez, transmite en las frecuencias  1350 de Amplitud Modulada, 89.1 de Frecuencia Modulada y en HD transmite en HD1 su señal al aire, HD2 la señal de la B Grande de México y en HD3 la señal de la QK, hoy en día es "LA POPULAR" cuenta en su programación con el servicio informativo ANTENA RADIO, Música mexicana y AL SON DE LA MARIMBA.

## Vías de comunicación
De acuerdo al inventario de la Secretaría de Comunicaciones y Transportes, el municipio en el año 2000 contaba con una red carretera de 99.2 km integrados principalmente por la red rural de la SCT (7.70 km) red de la Comisión Estatal de Caminos (77 km) y a caminos rurales construidos por las Secretarías de Obras Públicas, Desarrollo Rural, Defensa Nacional y la Comisión Nacional del Agua (14.50 km). La red carretera del municipio representa el 3.04% de la región.

## Deporte
Para la recreación y el deporte existen canchas deportivas en la cabecera municipal y en las comunidades.
En el 2016 se inauguró en Polideportivo Dr. Manuel Velasco Suárez, que cuenta con un Auditorio dedicado al juego de basquetbol, así como otros deportes. También tiene una cancha de pasto sintético, y 3 canchas alternas en el exterior para basquetbol.

## Atractivos culturales y turísticos
Fiestas, danzas y tradiciones
Las celebraciones más importantes son: la Virgen de la Candelaria, San Faustino, San Caralampio, San Leonardo, Santiago Apóstol, Santa Cecilia y La Virgen de la Concepción. De entre ellas la más sobresaliente es la de Santiago Apóstol, durante la cual se realiza una feria con eventos masivos tales como bailes, conciertos y otros eventos de entretenimiento.
 Artesanías 
Se elaboran en el municipio prendas de vestir, muebles de madera y talabartería.
 Gastronomía 
Los principales platillos del municipio son: Pacaya, chipilin, carne asada y longaniza.
Centros turísticos
Como principal atractivo turístico se destacan los parajes que circundan al área sujeta a conservación ecológica del Volcán Tacaná.